# Пулянело
Пулянѐло (на италиански: Puglianello) е село и община в Южна Италия, провинция Беневенто, регион Кампания. Разположено е на 61 m надморска височина. Населението на общината е 1400 души (към 2010 г.).